# Rio Costişa
O Rio Costişa é um rio da Romênia, afluente do Diudiu, localizado no distrito de Alba.